# De voorspelling (Evert Hartman)
De voorspelling is een jeugdboek uit 1993 van de Nederlandse schrijver Evert Hartman. Het boek heeft als centrale thema's het bovennatuurlijke, het noodlot, en de invloed die men hierop kan hebben.
Het boek is bekroond met de prijs van de Nederlandse Kinderjury 1994, 

## Het verhaal
Sander, een eerstejaarsstudent in Utrecht, komt op een avond dronken terug van de ontgroening van zijn vereniging Aliquando. Een man gekleed in zwart met een diplomatenkoffertje belt aan en stelt zich voor als Hadek. Hij zegt op beleefde toon dat hij Sander waarschuwt dat hij hem over 14 dagen komt halen, en dat Sander maar beter afscheid moet gaan nemen van iedereen. Sander denkt dat de ouderejaars een grap uithalen en drijft de spot met Hadek, maar Hadek vervolgt onverstoorbaar dat hij de volgende dag een teken zal geven dat het ernst is. Sanders huisbaas blijkt achter hem te staan in de gang en vraagt zich af waarom Sander daar zo in de deuropening staat: er is niemand.
De volgende dag wordt Sander met een kater wakker en lacht het verhaal weg. Hij komt echter bijna onder een auto en in een flits ziet hij Hadeks gezicht. Hij is nu doodsbang maar als hij het verhaal aan Lodewijk vertelt gelooft die hem niet. Sander wordt nog nerveuzer als hij in de universiteitsbibliotheek een boek over de dood vindt, geschreven door een zekere H.A. Dekkers (de letters vormen de naam Hadek). Later die dag komt hij Aliquando-ouderejaars Karin tegen aan wie hij na aarzeling het hele verhaal vertelt. Zij neemt hem wel serieus en bezweert hem dat de ouderejaars het hem wel moeilijk maken, maar dat niemand zo'n nare grap zou uithalen. Die avond in de kroeg vertelt Lodewijk het hele verhaal, en de ouderejaars komen daardoor op het idee om glaasje te gaan draaien. Het glas wordt inderdaad bewogen, en op de vraag of er iemand dood zal gaan spelt het glas: S-A-N-D-E-R....
Dat weekend gaat Sander naar zijn ouders in Zwolle, maar hij is doodsbang dat er iets gaat gebeuren en doet daardoor van alles verkeerd, bijvoorbeeld in de garage van zijn vader. Ook ziet hij een jongetje dat dreigt te verdrinken, maar omdat Sander bang is zelf te verdrinken onderneemt hij geen actie. Onderweg naar zijn ouders komt hij in de trein de scholiere Danielle tegen en leert ook haar tante Angela kennen, die hij vertelt wat er is gebeurd. Verder vertelt hij het aan niemand.  
Kort daarna is de laatste ontgroeningsavond. Deze keer hebben de ouderejaars een 'rechtbank' opgezet, waar nullen voor moeten verschijnen om 'berecht' te worden. De 'vonnissen' zijn meestal ludiek, maar Sanders aanklacht blijkt dat hij te weinig aanwezig is geweest op de ontgroening. Het vonnis luidt dat hij geen lid mag worden. De kroeg protesteert hiertegen, en uiteindelijk krijgt hij een laatste kans: hij zal worden gedropt en als hij voor het eind van de avond terug weet te keren naar de kroeg wordt hij erelid. Zo niet, dan wordt hij er alsnog uitgetrapt. Hij wordt 30 kilometer weggebracht naar een eilandje en spuugt in alle ellende de hele auto onder, maar Danielle en haar tante Angela duiken op en brengen hem terug naar Utrecht. Sander is op tijd terug en is hiermee meteen erelid.
Een paar dagen later komt Hadek een tweede keer langs, omdat hij heeft geconstateerd dat Sander niet echt veel werk maakt van het afscheid nemen, terwijl de tijdslimiet van zijn opdrachtgever onverbiddelijk is. Sander is niet meer bang, maar wordt boos en slaat Hadek van de trap. Hadek vertrekt, maar vreemd genoeg heeft niemand hem even later het pand zien verlaten. 
De vrijdag daarna breekt brand uit in het huis van Lodewijk terwijl Sander daar met zijn vriendin is voor een verjaardagsfeestje. De benedenverdieping en het trappenhuis staan in lichterlaaie dus Sander en zijn vriendin zijn opgesloten op de bovenste verdieping. Maar tussen de mensen die staan te kijken staat Danielle, die Sander een levensreddende raad toeschreeuwt waardoor de groep ontkomt. Eerst wordt er gedacht dat de brand is aangestoken door dronken jongens die kort daarvoor uit het feest waren verwijderd, maar de pyromaan Hans de K. die enige dagen eerder uit de gevangenis is ontsnapt blijkt de echte dader. Lodewijk merkt op dat de beginletters van deze naam ook Hadek vormen, en vraagt zich af of de dader dus Hadek zelf is. Sander kan dat nu niets meer schelen: hij heeft een fantastische vriendin en is niet meer bang.
Wanneer Sander later naar Danielles school gaat om haar te bedanken, blijkt er op die school helemaal geen leerlinge met de naam Danielle te zijn.